# César Espinoza
César Espinoza del Canto (* 28. September 1900 in Viña del Mar, Chile; † 31. Oktober 1956) war ein chilenischer Fußballspieler.
Espinoza, der auf der Position des Torwarts spielte, war Mitglied der Nationalmannschaft seines Heimatlandes und nahm mit ihr an der ersten Fußball-Weltmeisterschaft 1930 teil. Dort stand er jedoch lediglich im Aufgebot Chiles, kam im Verlaufe des Turniers aber nicht zum Einsatz. Er gehört zu drei Spielern Chiles, die in einem Weltmeisterschaftskader standen, aber nie zu einem Länderspieleinsatz kamen.